# Макаровська (Афанасьєвський район)
Мака́ровська (рос. Макаровская) — присілок у складі Афанасьєвського району Кіровської області, Росія. Входить до складу Пашинського сільського поселення.
Населення становить 34 особи (2010, 46 у 2002).
Національний склад станом на 2002 рік — росіяни 100 %.